# Kontra esnya
Lyamani nassri mni guecfi 25ans